# Sue Latter
Sue Latter (verheiratete Addison; * 28. Juli 1956) ist eine ehemalige US-amerikanische Mittelstreckenläuferin.
Beim Leichtathletik-Weltcup 1977 in Düsseldorf wurde sie Fünfte über 800 m.
Über dieselbe Distanz wurde sie 1977 US-Meisterin.

## Persönliche Bestzeiten
- 800 m: 2:00,31 min, 15. August 1986, Berlin
- 1500 m: 4:04,48 min, 19. August 1987, Zürich
- 1 Meile: 4:23,93 min, 15. Juli 1986, Nizza
  - Halle: 4:36,43 min, 28. Februar 1986, Princeton